# Supertramp

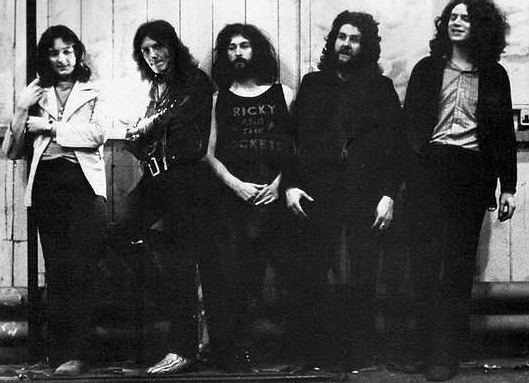
Supertramp, 1971

Supertramp jsou britská rocková skupina, která ve své tvorbě využívá prvky progresivního rocku, hard rocku a soft rocku.
Skupinu založili v roce 1969 Rick Davies a Roger Hodgson a dodnes nahrávají nová alba a koncertují.

## Sestava
- Rick Davies
- Roger Hodgson
- John Helliwell
- Dougie Thomson
- Bob Siebenberg (alias Bob.C Benberg)

## Diskografie

### Studiová alba
- Supertramp (1970)
- Indelibly Stamped (1971)
- Crime of the Century (1974)
- Crisis? What Crisis? (1975)
- Even in the Quietest Moments... (1977)
- Breakfast in America (1979)
- ...Famous Last Words... (1982)
- Brother Where You Bound (1985)
- Free as a Bird (1987)
- Some Things Never Change (1997)
- Slow Motion (2002)